# Комехен
Комехен (исп. Comején) — посёлок в юго-восточной части Мексики, на территории штата Веракрус. Входит в состав муниципалитета Акаюкан.

## Географическое положение
Комехен расположен в юго-восточной части штата, на расстоянии приблизительно 263 километров к юго-востоку от города Халапа-Энрикеса, административного центра штата. Абсолютная высота — 85 метров над уровнем моря.

## Население
Согласно данным, полученным в ходе проведения официальной переписи 2005 года, в посёлке проживало 1308 человек (643 мужчины и 665 женщин). Насчитывалось 332 дома. По возрастному диапазону население распределилось следующим образом: 40,9 % — жители младше 18 лет, 51,3 % — между 18 и 59 годами и 7,8 % — в возрасте 60 лет и старше. Уровень грамотности среди жителей старше 15 лет составлял 84,9 %.
По данным переписи 2010 года, численность населения Комехена составляла 1380 человек. Динамика численности населения посёлка по годам:
| 2000 | 2005 | 2010 |
| ---- | ---- | ---- |
| 1272 | 1308 | 1380 |